# Seattleské umělecké muzeum
Seattleské umělecké muzeum (Seattle Art Museum, zkratkou SAM) je výstavní galerie výtvarného umění v Seattlu v USA. Vedle hlavní budovy se sbírkou evropského a amerického umění je jeho součástí také Seattleské muzeum asijského umění a sochařská expozice Olympic Sculpture Park. Jsou zde také dvě knihovny věnované umění, Dorothy Stimson Bullitt Library a McCaw Foundation Library of Art.
Ve sbírkách hlavní budovy jsou zastoupení jak staří mistři (například sbírka raně renesančních italských děl nebo Paridův soud Lucase Cranacha staršího), tak především američtí výtvarníci moderní doby, například Alexander Calder, Richard Serra, Cai Guo-Qiang, Mark Tobey a Jacob Lawrence. Je zde zastoupeno i umění přírodních národů, především zajímavá sbírka prací australských domorodců.
Počátky muzea jsou spojeny se dvěma spolky milovníků umění Seattle Fine Arts Society (založen 1905) a Washington Arts Association (1906). Ty se roku 1917 sloučily pod názvem prvního z nich a roku 1931 spolek přijal jméno Art Institute of Seattle. Sbírky byly nejdříve umístěny v domě sběratele a mecenáše Horace C. Henryho (1844–1928), samostatné muzeum otevřelo v roce 1933 díky finančnímu daru jeho prvního ředitele Richarda E. Fullera a jeho matky. Do současné budovy se muzeum přesunulo roku 1991.